# Tännicht (Hammer)
Tännicht war ein frühneuzeitliches Hammerwerk auf dem Gebiet des heutigen Ortsteils Schwarzbach (Elterlein) der Stadt Elterlein im Erzgebirgskreis. 

## Geschichte
Das Hammerwerk soll um 1500 von einem Vertreter der Hammerherrenfamilie Klinger erfolgt sein. Seit 1559 gehörte der Hammer zum Kreisamt Schwarzenberg, nachdem es zuvor in der Grafschaft Hartenstein lag. 
1613 beantragte Hans Klinger die Konzession zum Bau eines Hochofens anstelle eines Zerrenwerkes bei seiner Hammerhütte Tännicht. 1621 verkaufte dessen Witwe Klara Klinger den Hammer an den Hammermeister Samuel Weigel aus Mittweida. Bereits 1622 kam es zu Streitigkeiten zwischen Samuel Weigel, Hammermeister im Tännicht, und Andreas Kreusel, Erbrichter in Schwarzbach, wegen eines zwischen beiden Orten gelegenen Wasserwehres.
Am 13. August 1669 verkaufte Johannes Dürr als vornehmer Bürger in Wiesenthal sein Hammerwerk Tännicht an den Hammermeister Martin Merckel aus Schwarzenberg. Letzteres veräußerte 1674 den Hammer bereits weiter an Christof Häßler aus Böhmen.
1909 wurde das Hammergut Tännicht aus dem Nachbarort Mittweida nach Schwarzbach eingemeindet.